# Jón Sveinsson

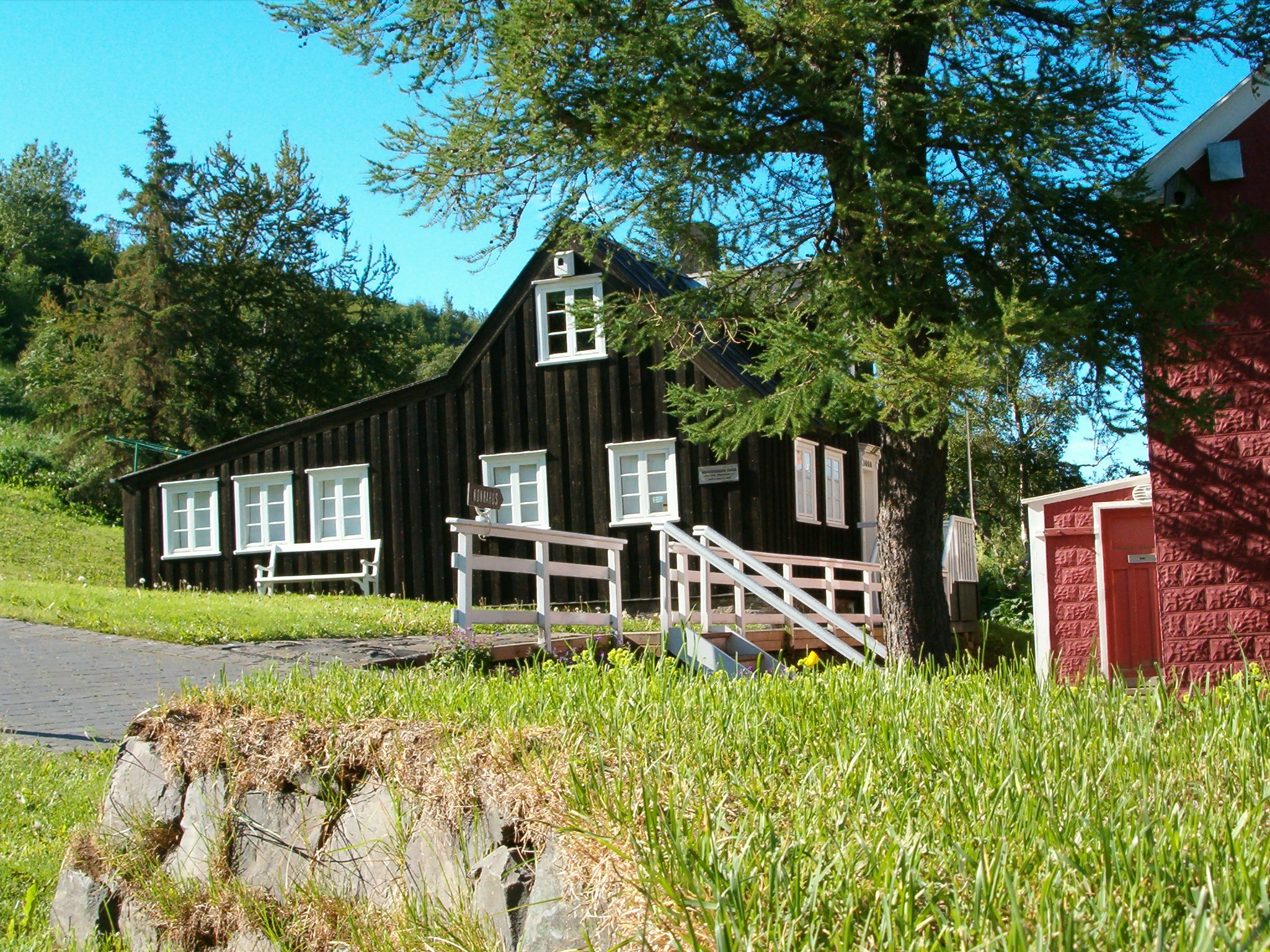
Nonnahús in Akureyri, museum gewijd aan Jón Sveinsson

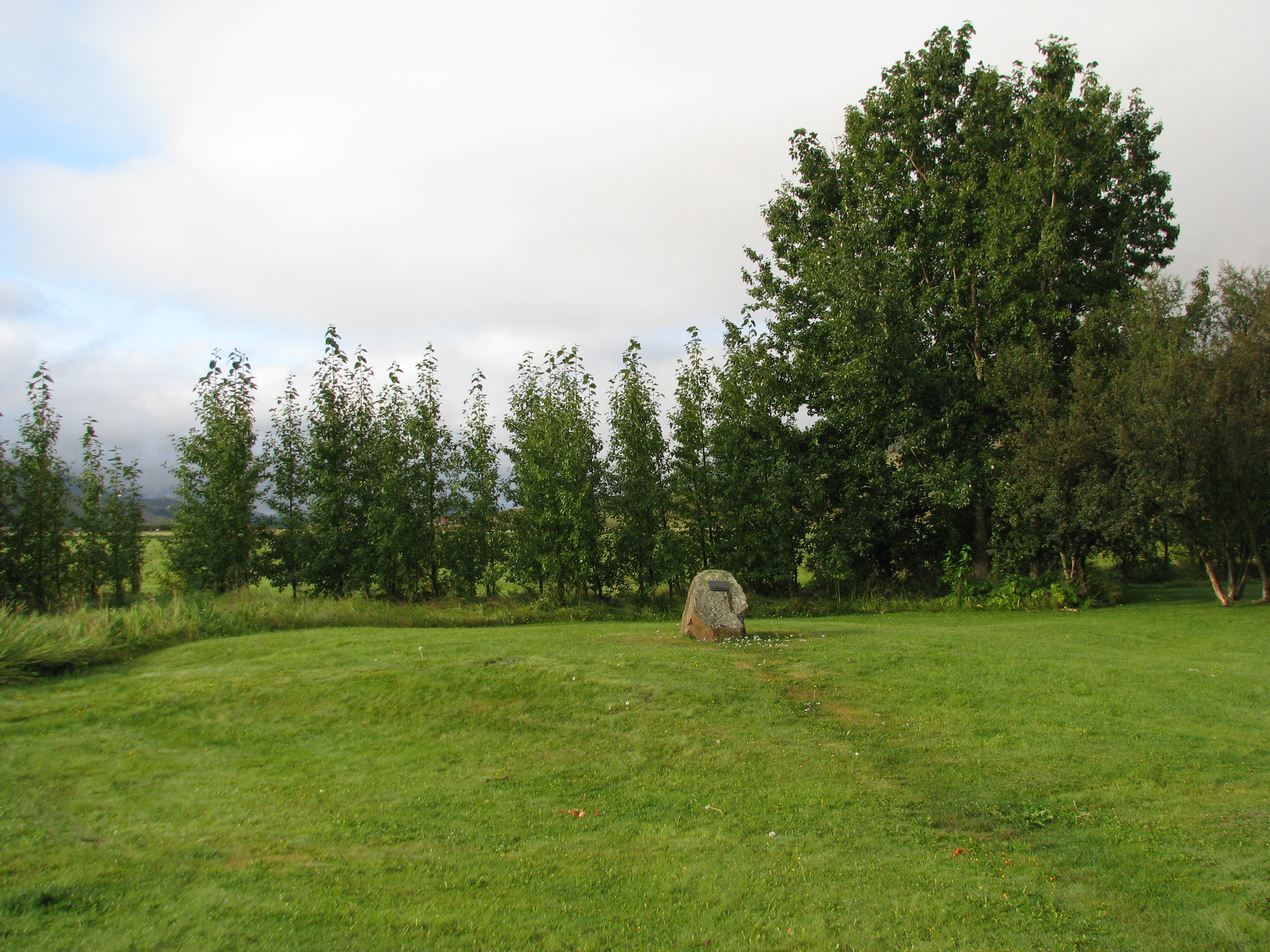
Monument voor Jón Sveinsson, Möðruvellir, Hörgárdalur.

Jón Stefán Sveinsson, beter bekend onder zijn koosnaam 'Nonni' (Möðruvellir, 16 november 1857 – Keulen, 16 oktober 1944) was een IJslandse kinderboekenschrijver en Rooms-katholieke priester.

## Leven en werk
Jón is geboren in Hof bij Möðruvellir in het Hörgárdal niet ver van Akureyri op 16 november 1857. Zijn ouders waren Sigríður Jónsdóttir (1826-1910) uit Reykjahlíð bij Mývatn, en Sveinn Þórarinsson (1821-1869). Sigríður en Sveinn hadden acht kinderen, van wie er drie in de herfst van 1860 aan difterie overleden. De kinderen die overleefden waren Björg (koosnaam Bogga) (1854-1882), Jón (Nonni), Sigríður Guðlaug (1858-1916), Friðrik (1864-1943) en Ármann (koosnaam Manni) (1865-1885). Voor haar huwelijk had Sigríður nog een dochter Kristín (1852-1949).
In 1865 verhuisde Jón op 7-jarige leeftijd met zijn ouders naar Akureyri naar het zogenaamde Pálshús (huis van Páll) dat naar de eerste bewoner was vernoemd. Jón had daar een gelukkige jeugd totdat in 1869 zijn vader Sveinn overleed. Vanaf die tijd had het gezin een moeilijke tijd, en konden ze financieel niet rondkomen. Sigríður vertrok naar Canada, waar zij hertrouwde.
In augustus 1870 verliet Jón IJsland op uitnodiging van een Franse edelman die zijn opleiding in Frankrijk wilde bekostigen. Wegens de heersende Duits-Franse oorlog kon hij niet direct naar Frankrijk afreizen, en wachtte hij zijn tijd af in Kopenhagen, waar hij het katholieke geloof aannam. Het daarop volgende jaar kwam hij in Amiens aan, waar hij de Latijnse school bezocht en Jezuïet werd. Een paar jaar later voegde zijn broer Ármann (Manni) zich bij hem om aan dezelfde school te studeren. In 1885 overleed deze op jeugdige leeftijd.
Jón reisde vervolgens via België en Nederland, waar hij onder meer literatuur, filosofie en theologie studeerde, naar Engeland, waar hij in 1890 in Liverpool tot priester werd gewijd. Sinds de Reformatie en de onthoofding van bisschop Jón Arason in 1550, was Jón daarmee weer de eerste Rooms-Katholieke priester van IJslandse afkomst. Twee jaar later ging hij terug naar Denemarken om de volgende 20 jaar les te geven aan dezelfde school in Ordrup waar hij vroeger zelf student was geweest. In de volgende jaren woonde hij onder meer in Duitsland, Oostenrijk en Nederland. In deze periode is Jón begonnen met schrijven. Sinds 1906 schreef hij zijn 13 romans, waarin gebeurtenissen en avonturen uit zijn jeugd in IJsland een zeer belangrijke rol speelden. Hij schreef zijn boeken in het Duits, van waaruit ze in meer dan 30 talen werden vertaald, ook in het Nederlands. Als auteur gebruikte hij de naam Jón Svensson (zonder i); alleen in IJsland dragen zijn publicaties de naam Sveinsson.
De volwassen Jón bezocht IJsland slechts twee maal, eerst in 1894 en de tweede keer in 1930, op uitnodiging van de IJslandse regering om het duizendjarig jubileum van het Alding, het oudste nog bestaande parlement ter wereld, te vieren. Van 1936 tot 1938 heeft hij een aantal lange reizen gemaakt die hem naar de Verenigde Staten, Canada en Japan hebben gevoerd. Vanaf 1939 woonde hij in het jezuïetenklooster te Valkenburg. Toen dit in 1942 werd gevorderd om er een jongensschool van de SS te vestigen, verhuisde hij terug naar Duitsland.
Jón stierf op 16 oktober 1944 op 86-jarige leeftijd in het St. Franziskus-Hospital in Keulen en is in het Melaten-Friedhof aldaar begraven. Ter ere van Jón is een straat in Keulen naar hem vernoemd: de Nonniweg.
Op zijn verjaardag 16 november 1957 opende de Zonta Club van Akureyri een aan Jón gewijd museum in zijn ouderlijk huis. Dat kleine, zwarte houten huis, het oude Pálshús, wordt sindsdien het Nonnahús genoemd.